# اچ‌ام‌اس لنس (جی۸۷)
اچ‌ام‌اس لنس (جی۸۷) (به انگلیسی: HMS Lance (G87)) یک کشتی بود که طول آن ۳۶۲٫۵ فوت (۱۱۰٫۵ متر) بود. این کشتی در سال ۱۹۴۰ ساخته شد.